# Jakob Jüngling
Jakob Jüngling, též Jacob Jüngling (16. – 17. stol.) byl luterský farář, spojený svou činností se Srbskou Kamenicí.
Roku 1598 byl povolán na místo faráře do Srbské Kamenice. O rok později se oženil s Annou († 1640), dcerou evangelického faráře v Rozbělesích Wolfganga Tscheltschinga. Jako poslední luterský farář v Srbské Kamnici měl vesnici opustiti v roce 1630. Údajně měl Jüngling při svém odchodu s sebou odnést všechny dosavadní písemné záznamy kamenické farnosti.